# Volkshuis (Sint-Niklaas)
Het Volkshuis is een art-decogebouw in de Belgische stad Sint-Niklaas. Het is sinds 2001 een beschermd monument. Het ligt in de Vermorgenstraat, in de Stationswijk.

## Geschiedenis
De coöperatieve vennootschap De Toekomst kocht in november 1924 een pand met tuin van maalder Jean De Buck. Het doel was om het bestaande gebouw te verbouwen en uit te breiden opdat het zou kunnen dienen als plaats voor de lokale partijafdeling van de Belgische Werkliedenpartij, voor kunst- en cultuurdoeleinden (o.a. muziekonderwijs, bibliotheek) en voor het inrichten van een gelagzaal, leeszaal, theater- en concertzaal en turnzaal.
Het nieuwe pand zou verschijnen op de plaats van de inrijpoort en de wintertuin van het bestaande gebouw. Dit nieuwe gebouw werd in 1925 ontworpen door Robert Jan Soebert in de art-decostijl. Een jaar later was de bouw reeds afgerond en het werd geopend op 27 februari 1926. Het bestaande neoclassicistische herenhuis werd verbouwd tot burelen, een bijkeuken en een vergaderzaal. Er werd eveneens een verbinding aangelegd op de eerste verdieping naar het nieuwe Volkshuis. Een deel van de maalderij werd verbouwd tot trappenhal voor de latere schouwburg. In 1926 vatte de bouw hiervoor aan en was in 1927 voltooid.
In 1961 werd na een brand het Volkshuis verkocht aan Brouwerij Bosteels. Het gebouw onderging een gedeeltelijke verbouwing, waarbij onder andere het oude herenhuis verbouwd werd tot trappenhuis. In 1994 kocht De Toekomst het gebouw terug. Tussen 1995 en 1996 kreeg het gebouw opnieuw een renovatie. Het kreeg toen onder meer een lift en de gelagzaal werd in oorspronkelijke staat gerenoveerd.
In 2001 kreeg een deel van het gebouw de status van beschermd monument. Zo zijn de gevels, de daken, de gelagzaal en de monumentale schouw op de tweede verdieping beschermd.

## Gevel
De gevel is strak geometrisch vormgegeven. Het is gebouwd met rode baksteen en de natuursteen euville. Boven de dubbele voordeur staan er twee gehurkte mannen in reliëf, van de hand van E. Vereecken. Deze stellen een steenkapper en een metaalbewerker voor. De voordeur heeft art-decosmeedwerk met daarin de letters DT (De Toekomst) en WP (Werkliedenpartij) verwerkt.